# Labé
Labé is een stad in Guinee en is de hoofdplaats van de gelijknamige regio Labé.
Labé telde in 1996 bij de volkstelling 49.512 inwoners.

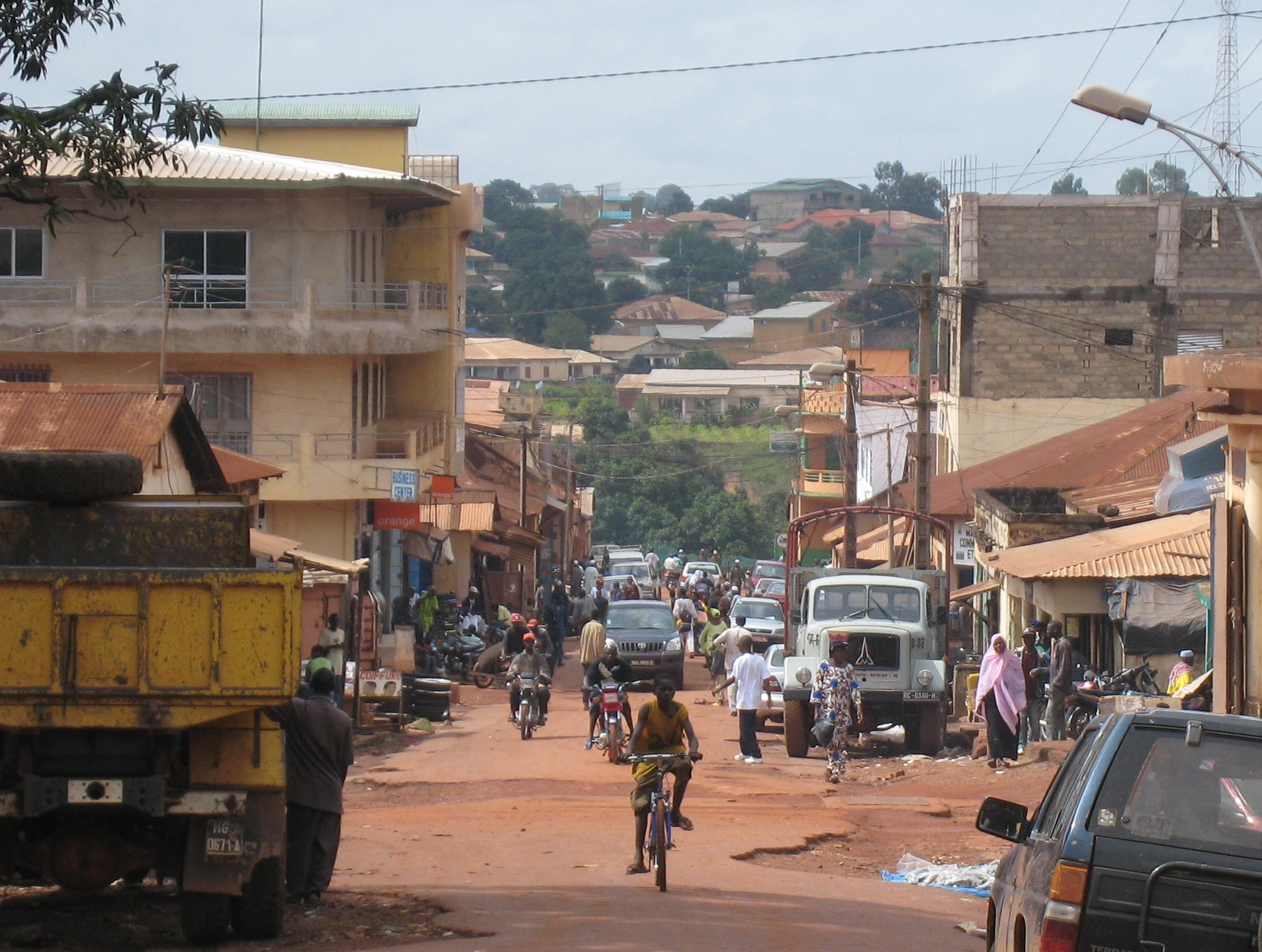
Centrum van Labé